# 반가이오 스피리츠
《반가이오 스피리츠》는 트레저가 제작한 2008년 진행형 슈팅 액션 게임이다. 1999년에 출시된 《폭렬무적 반가이오》의 후속작으로 닌텐도 DS로 개발됐다. 일본에서는 엔터테인먼트 소프트웨어 퍼블리싱, 북미 지역에선 D3 퍼블리셔가 배급했다.
전작 《폭렬무적 반가이오》처럼 플레이어는 화면 상의 작은 로봇을 조종gk며, 넓은 면적의 2차원 스테이지상에서 상하좌우로 이동하며 적과 장애물을 돌파해야 한다. 전작과는 달리 튜토리얼상으로 등장하는 인물간의 대화 스테이지간 잇는 이야기가 존재하지 않으며, 총 160개의 스테이지가 존재한다. 그 외 레벨 에디터를 지원해 이를 소리로 전환출력하여 닌텐도 DS의 스피커로 입력해 다른 사람에게 제작 레벨을 공유할 수 있다.

## 반응
《반가이오 스피리츠》는 리뷰 애그리게이터 웹사이트 메타크리틱에서 83/100점을 기록해 "대체적으로 긍정적인 평가"를 받았다.

## 참조

### 내용주
1. ↑  영어: Bangai-O Spirits, 일본어: バンガイオー魂